# Луговской (Алтайский край)
Луговской — упразднённый посёлок в Тальменском районе Алтайского края. Входил в состав Луговского сельсовета. Исключен из учетных данных в 2000 г.

## География
Посёлок располагался у остановочного пункта Луговское Западно-Сибирской железной дороги, ныне западная окраина села Луговое.

## История
Решением малого совета Алтайского краевого совета народных депутатов от 10.08.1993 года № 236 населённый пункт восстановлен в учетных данных. Постановлением Алтайского краевого совета народных депутатов от 28.12.2000 года № 380 посёлок упразднён.